# Zlato Rýna
Zlato Rýna („Das Rheingold") je opera Richarda Wagnera a tvoří spolu s hudebními dramaty Valkýra („Die Walküre"), Siegfried a Soumrak bohů („Götterdämmerung") tetralogii Prsten Nibelungův („Ring des Nibelungen"). Je to „divadelní festival na tři dny a jeden předvečer".
Zlato Rýna je z těchto čtyř oper nejkratší. Trvá přibližně dvě hodiny a třicet minut a hraje se bez přestávky. Premiéra se proti vůli skladatele Wagnera konala 22. září 1869 v Královském dvorním a národním divadle v Mnichově pod vedením Franze Wüllnera. Představením Zlata Rýna byly také zahájeny první Hudební slavnosti v Bayreuthu („Bayreuther Festspiele") dne 13. srpna 1876. Dílo bylo vydáno nakladatelstvím Schott v Mohuči, („Richard-Wagner-Gesamtausgabe"). Autorizovaná partitura je však od druhé světové války ztracená. Libreto napsal sám skladatel podle středověkého hrdinského eposu z 13. století.

## Libreto a vznik oper
Literární předlohou k libretu byly středověké germánské a skandinávské mýty Eddy. Pro Zlato Rýna to byly dvě sbírky islandských epických písní původem z devátého a desátého století, zapsané ve století třináctém. V případě Valkýry to byla staroseverská kronika, Sága o Vølsunzích, sepsaná na Islandu rovněž ve třináctém století. Obě Eddy, Sága o Völsunzích a rytířská sága Thídrek, byly podkladem pro třetí operu, Siegfried. Závěrečný Soumrak bohů vychází z Písně o Nibelunzích. Celý příběh si Wagner rozvrhl ve skice ze 4. října 1848. Texty k jednotlivým dílům psal v obráceném pořadí. Začal Soumrakem bohů, po Siegfriedovi pokračoval Valkýrou a skončil Zlatem Rýna. Text všech čtyř oper byl dokončen v prosinci 1852 a v únoru 1853 byl soukromě vydán. Ve Zlatu Rýna jsou vysvětleny základní konflikty celé tetralogie, především kontroverze moci a lásky.
V listopadu 1853 začal Wagner sestavovat náčrt hudby. Na rozdíl od libret, která byla napsána vlastně odzadu, od poslední opery, hudbu začal Wagner komponovat naopak popořádku. Zlato Rýna bylo zhudebněno v letech 1853–1854, hned poté vznikala Valkýra, dokončená v roce 1856. Ve skládání pokračoval až do roku 1857, kdy dodělal druhé jednání opery Siegfried. Pak práci přerušil na dvanáct let, během kterých napsal opery Tristan a Isolda a Mistři pěvci norimberští. Pak se vrátil k Siegfriedovi a dokončil ho roku 1871. V letech 1869–1874 zhudebnil i Soumrak bohů. V dohotoveném díle jsou bozi na konci zničeni.
Premiéra Zlata Rýna se konala v Královském dvorním a národním divadle v Mnichově 22. září 1869. V roce 1870 tam měla premiéru i Valkýra. V obou případech se tak stalo na příkaz bavorského krále Ludvíka II. a proti Wagnerově vůli, který chtěl uvést premiéru celého cyklu najednou. K tomu došlo až při zahájení prvních Hudebních slavností v Bayreuthu („Bayreuther Festspiele") dne 13. srpna 1876.

## Hudba
Ve Zlatu Rýna přichází Richard Wagner s novým hudebním stylem, kterým ovlivnil celou řadu dalších skladatelů. Opera začíná přibližně čtyřminutovou předehrou (136 taktů), ve které se z hlubokých Es-dur akordů rozvíjí motiv vlnícího se Rýna. Teprve pak začíná skutečný děj. Hudba sleduje důsledně text libreta. Árie, dueta, sbory nebo opakování slov v něm nemají místo. Místo sledů uzavřených hudebních forem plyne hudba nepřetržitě a rozvíjí se podle požadavků dramatu jako nekonečná melodie. Základním hudebním stavebním prvkem jsou leitmotivy (příznačné motivy). Opakují se krátké melodické, harmonické či rytmické úseky, které charakterizují určité postavy, dramatické situace a emoční stavy a které v různých variacích a kombinacích procházejí celým dílem.
Wagner také použil techniku svého tchána, Ference Liszta, nazvanou „metamorfóza tématu“, aby díky ní přetvořil některé leitmotivy v nové, svébytné melodie. Krásný příklad se nachází v přechodu mezi první a druhou scénou Zlata Rýna, kdy motiv spojený s kováním magického prstenu přejde spojitě v ruch nově dobudované Valhally, Wotanovy pevnosti, ze které hodlal vládnout světu. Principy příznačných motivů se objevují už i u skladatelů před Wagnerem (Carl Maria von Weber, Hector Berlioz), ale až Wagner je dovedl k plnému funkčnímu užití. Nakolik je Zlato Rýna propojeno s následujícími díly, Valkýrou, Siegfriedem a Soumrakem bohů, je zřetelné z hudebních motivů dějů očekávaných i minulých. Ve velkých rozhovorech, mezi Wotanem a Frickou nebo mezi Wotanem a Brünnhildou ve druhém dějství Valkýry, v rozhovoru mezi Wotanem (Wanderer – poutník) a kovářem Mime v prvním dějství Siegfrieda a ve scéně Nornen v Soumraku bohů, se opakovaně odkazuje na děje ve Zlatu Rýna.

## Orchestrace
Richard Wagner napsal své dílo pro mimořádně rozsáhlý orchestr, ale velice konkrétně určoval, kolik nástrojů má hrát určitý part (notový zápis jednotlivého hlasu skladby např. houslový part, pěvecký part). Mezi smyčci je 16 prvních a 16 druhých houslí, 12 viol, 12 violoncell a 12 kontrabasů. Dechy zahrnovaly 3 flétny a jednu pikolu, 3 hoboje, jeden anglický roh, 3 klarinety a jeden basklarinet, 3 fagoty (s poznámkou, že mají být použity kontrafagoty vždy, když použité fagoty nezvládnou zahrát občas požadované nízké A). Žesťová sekce se skládala z osmi lesních rohů (z nich čtyři hráči v případě potřeby vyměnili lesní roh za Wagnerovu tubu), tří trubek a jedné basové trubky, tří tenorbasových trombónů, jednoho kontrabasového trombónu a jedné kontrabasové tuby. V bicí sekci se nalézaly dvoje tympány, triangl, pár činelů, malý bubínek a zvonkohra. V Rýnském zlatě je orchestr ještě doplněn šesti harfami a jednou, která hraje mimo orchestřiště. V některých místech cyklu také Wagner povolal stroj na hřmění, šestnáct kovadlin a býčí rohy. Novou tubu potřeboval Wagner k tomu, aby vznikla odpovídající orchestrální barva pro zobrazení Valhally, majestátního sídla bohů. Má měkkost lesního rohu i razantnost trombonu.

## Seznam postav

### Bohové
- Wotan – (basbaryton), král bohů, bůh světla, vzduchu a větru, vládce světa, který nechal postavit Valhallu pro upevnění své moci.
- Fricka – (mezzosoprán) Wotanova choť, bohyně manželství a strážkyně morálky; sestra bohů Donnera, Froha a Freii
- Freia – (soprán), sestra Fricky, bohyně lásky a věčného mládí. Pěstovala jablka, která bránila stárnutí bohů.
- Donner – (baryton), bratr Fricky, bůh hromu, násilí a zloby, jeho atributem je kladivo.
- Froh – (tenor), bratr Fricky, bůh jara a štěstí, vládce deště a slunečního svitu.
- Erda – (alt), bohyně moudrosti Země, matka nornen, nejmoudřejší žena světa a prorokyně.
- Loge – (tenor), polobůh ohně, důvěrník Wotana, který si ho cenil pro jeho lstivý rozum.

### Nibelungové
- Alberich (baryton), zloděj rýnského zlata, který se zřekl lásky. Majitel magického prstenu a helmy neviditelnosti, pomocí kterých ovládl říši Nibelungů. Wotanův soupeř.
- Mime – (tenor), moudrý kovář, který vykoval helmu neviditelnosti, Alberichův bratr.

### Obři
- Fasolt (basbaryton)
- Fafner – jeho bratr (bas)

Pracovití obři, kteří bohům vystavěli Valhallu. Pohádali se pak o rozdělení odměny a Fafner zabil bratra Fasolta z chamtivosti po zlatě.

### Dcery Rýna
Vodní víly, které strážily rýnské zlato:
- Woglinde (soprán)
- Wellgunde (soprán)
- Flosshilde (alt)

## Obsah opery
První scéna: Na dně řeky Rýn hlídají vodní víly (dcery Rýna) Woglinde, Wellgunde a Flosshilde zlatý poklad. Vypravují o něm přes otcův zákaz trpaslíku Alberichovi, svěří mu i tajemství, že pokladu se může zmocnit jen ten, kdo se navěky zřekne lásky. A jestliže z rýnského zlata vyková prsten, dosáhne i velké moci. Alberich, který se zpočátku snažil některé zmocnit, je najednou uchvácen touhou po zlatě. Prokleje lásku a zlato uloupí.

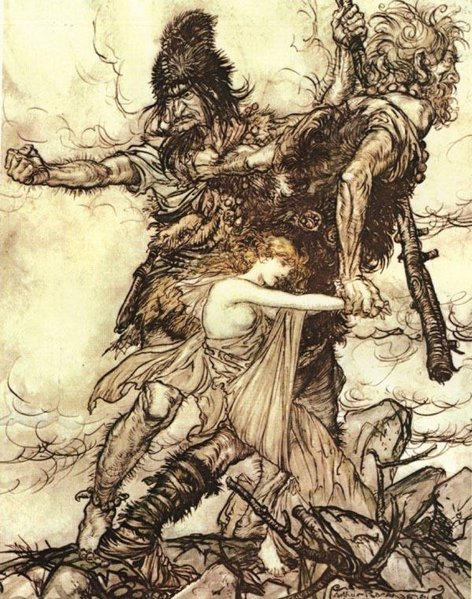
Obři odvádějí Freiu jako své rukojmí

Druhá scéna: Vysoko v horských výšinách se pne krásný hrad, nové sídlo bohů, které pro vládce všech bohů Wotana a jeho manželku Fricku vystavěli obři Fasolt a Fafner. Wotanovi se hrad Valhalla velmi líbí, méně už to, že má zaplatit za práci a dát obrům to, co slíbil: bohyni mládí a lásky Freiu, sestru své manželky. I ostatní bohové se brání Freiu vydat, protože bez ní pozbudou věčného mládí. Wotan spoléhá na důvtip a lest poloboha Loga. Když tedy obři přijdou žádat svou odměnu, vypravuje jim Loge o čaromocném prstenu, který si Alberich ukul z rýnského zlata. Za takový prsten jsou obři ochotni Freiu vrátit. Wotan odmítá a obři si Freiu odvedou jako své rukojmí. Její nepřítomnost bohy hned zle postihne. Bez ní začnou slábnout a stárnout. Wotan s Logem sestupují proto do podzemí, Nibelheimu, aby se zmocnili Alberichova prstenu.
Třetí scéna: Pomocí prstenu se Alberich zmocnil vlády nad všemi Nibelungy a nutí je těžce dobývat zlato ze skal. Jeho bratr Mime mu musil vykovat z rýnského zlata přilbu, která má moc proměnit svého nositele v jakoukoli podobu nebo jej učinit neviditelným. Mime pracoval dobře, dosvědčuje mu to bití, jímž ho neviditelný Alberich počastoval, sotva byla přilba hotova. Do podzemí dorazí Wotan a Loge. Mime jim vypráví, jak si Alberich pomocí prstenu zotročil všechny Nibelungy. Vrací se Alberich a oběma bohům se vysmívá. Má přece neomezenou moc. Lstivý Loge pak předstírá Alberichovi obdiv, kterým se po moci bažící trpaslík dá svést a pomocí přilby se promění v ohromného hada a pak, na lstivou výzvu Logovu, v malou ropuchu. V tom okamžiku mu Loge strhne přilbu, sváže ho a s Wotanem vyvedou bezmocného Albericha z podzemí.

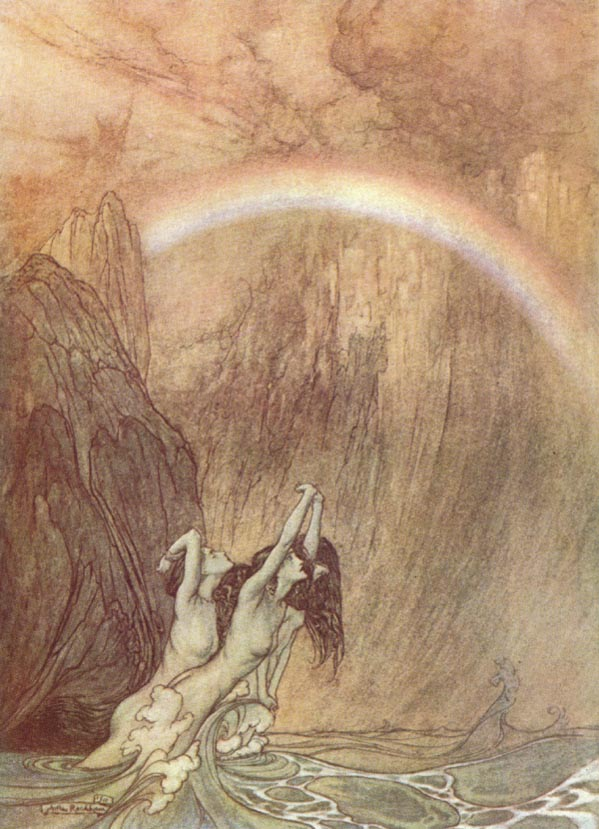
Dcery Rýna bědují nad ztrátou zlata

Čtvrtá scéna: Wotan a Loge přivlečou Albericha do sídla bohů, donutí ho, aby jim vydal všechny své poklady i přilbu, a nakonec mu vyrvou i prsten. Alberich, zbaven své moci, proklíná ty, kdo ho okradli o to nejvzácnější, a proklíná také prsten, aby přinesl neštěstí a smrt každému, kdo jej bude nosit. Mezitím už obři přivádějí Freiu. Bohové i celá příroda kolem okřejí s jejím návratem. Obři za ni však žádají velkou cenu, tolik zlata, aby ji celou zakrylo. Padne na to celý Alberichův poklad, poslední škvíru zakryje přilba a nakonec žádají obři ještě prsten. Wotan se dlouho brání, ale obři vynucují splnění svého přání tím bezohledněji, čím více o prsten Wotan stojí. Přichází bohyně moudrosti Erda a varuje Wotana před prstenem, přinesl by všem bohům zmar. Wotan po těžkém rozhodování obrům prsten vydá. Kletba prstenu působí okamžitě. Mezi obry rázem vypukne hádka, Fafner si chce všechno zlato přivlastnit sám. Rozpoutá se boj, Fafner Fasolda zabije a zmizí s pokladem, helmou i prstenem. Wotan si uvědomuje, že se Alberichova kletba začíná naplňovat. Donner svolá pak mračna a bouři, sklene duhový most přes údolí do Walhally a bohové slavnostně vstupují do svého nového sídla. Z dálky zní nářek dcer Rýna.

## Obsazení při premiéře
| Role        | Hlasová poloha       | Premiéra, Mnichov 22. září 1869, dirigent: Franz Wüllner |
| Bohové      | Bohové               | Bohové                                                   |
| ----------- | -------------------- | -------------------------------------------------------- |
| Wotan       | Basbaryton           | August Kindermann                                        |
| Loge        | Tenor                | Heinrich Vogl                                            |
| Fricka      | Mezzosopran          | Sophie Stehle                                            |
| Freia       | Sopran               | Henriette Müller                                         |
| Donner      | Basbaryton           | Karl Samuel Heinrich                                     |
| Froh        | Tenor                | Franz Nachbaur                                           |
| Erda        | Alt                  | Emma Seehofer                                            |
| Nibelungové |                      |                                                          |
| Alberich    | Baryton              | Karl Fischer                                             |
| Mime        | Tenor                | Max Schlosser                                            |
| Obři        |                      |                                                          |
| Fasolt      | Basbaryton           | Toni Petzer                                              |
| Fafner      | Bas                  | Kaspar Bausewein                                         |
| Dcery Rýna  |                      |                                                          |
| Woglinde    | Sopran               | Anna Kaufmann                                            |
| Wellgunde   | Sopran (mezzosopran) | Therese Vogl                                             |
| Floßhilde   | Mezzosopran          | Wilhelmine Ritter                                        |

### Délka představení
Na Hudebním festivalu v Bayreuthu bylo obvyklé dokumentovat délku jednotlivých představení, nebyly ale zaznamenány všechny roky. Vzhledem k provádění bez přestávky byla u Zlata Rýna dokumentace snadnější než u ostatních částí cyklu Prsten Nibelungův. Proto je více dat zachyceno přesně. Doba trvání se měnila u stejného dirigenta z roku na rok a od představení k představení. Vliv na dobu trvání měl také druh hlasu a temperament zpěváků.

### Přehled (1876 až 1970)
- Nejkratší představení: 2:08 h, dirigent Heinz Tietjen (1939)
- Nejdelší: 2:42 h, dirigent Hans Knappertsbusch (1951)
- Rozdíl: 34 Min. (30 %, vztaženo k nejkratší době)

## Inscenační historie

### Premiéra v Mnichově, 22. září 1869
Dlouho předtím, než byla opera Zlato Rýna připravena k inscenaci, představil Wagner na koncertě ve Vídni dne 26. prosince 1862 výňatky hudby ze scén 1, 2 a 4. I když práce ještě nebyla dokončená, hlavní Wagnerův mecenáš, král Ludvík II. Bavorský naléhal na uskutečnění premiéry v Mnichově, kterou chtěl oslavit své 24. narozeniny (25. srpna 1868). Svůj záměr sdělil v únoru 1869 dirigentovi Dvorní opery Hansi von Bülow. Wagner však chtěl počkat, až bude celý cyklus dokončen a sám chtěl na inscenaci pracovat. Obával se také, že by jeho návrat do Mnichova mohl vyvolat skandál. V té době totiž měl vztah s Cosimou von Bülow,, manželkou dirigenta Dvorní opery a nechtěl, aby jeho dílo bylo prezentováno v souladu s královým přáním. Král však vlastnil práva na uvádění, a trval na tom, že Rýnské zlato bude provedeno v mnichovské Dvorní opeře bez dalšího zpoždění. Úkolem byl pověřen Hans Richter, nový dirigent Dvorní opery. Wagner udělal vše, co bylo v jeho silách, aby tuto produkci znemožnil a přesvědčil nově jmenovaného dirigenta Hanse Richtera, aby se proti obtížnému úkolu postavil. Král však nepovolil. Odsoudil Wagnera, vyhodil Richtera, jmenoval dalšího dirigenta, Franze Wüllnera, přeplánoval premiéru na 22. září a Wagnerovi zakázal vstup na zkoušky v divadle. Rozzlobený a poražený Wagner se vrátil do svého domova v Tribschen. Kritiky se v posuzování mnichovské premiéry lišily. Osborne tvrdil, že premiéra byla úspěšná, stejně tak i Holman,,, zatímco Oliver Hilmes v biografii Cosimy ji popsal jako „uměleckou katastrofu." Gutman tvrdí, že většina z nepříznivých komentářů k mnichovské premiéře pochází z propagandy Bayreuthu, a dochází k závěru, že „v mnoha ohledech mnichovské představení překonalo úroveň prvního festivalu v Bayreuthu.“ Co se týče reakce veřejnosti, hlavní zájem diváků byl o nové scénické a jevištní efekty. Wagnerův nový přístup ke skladbě byl do značné míry přijat.

### Premiéra v Bayreuthu, 13. srpna 1876

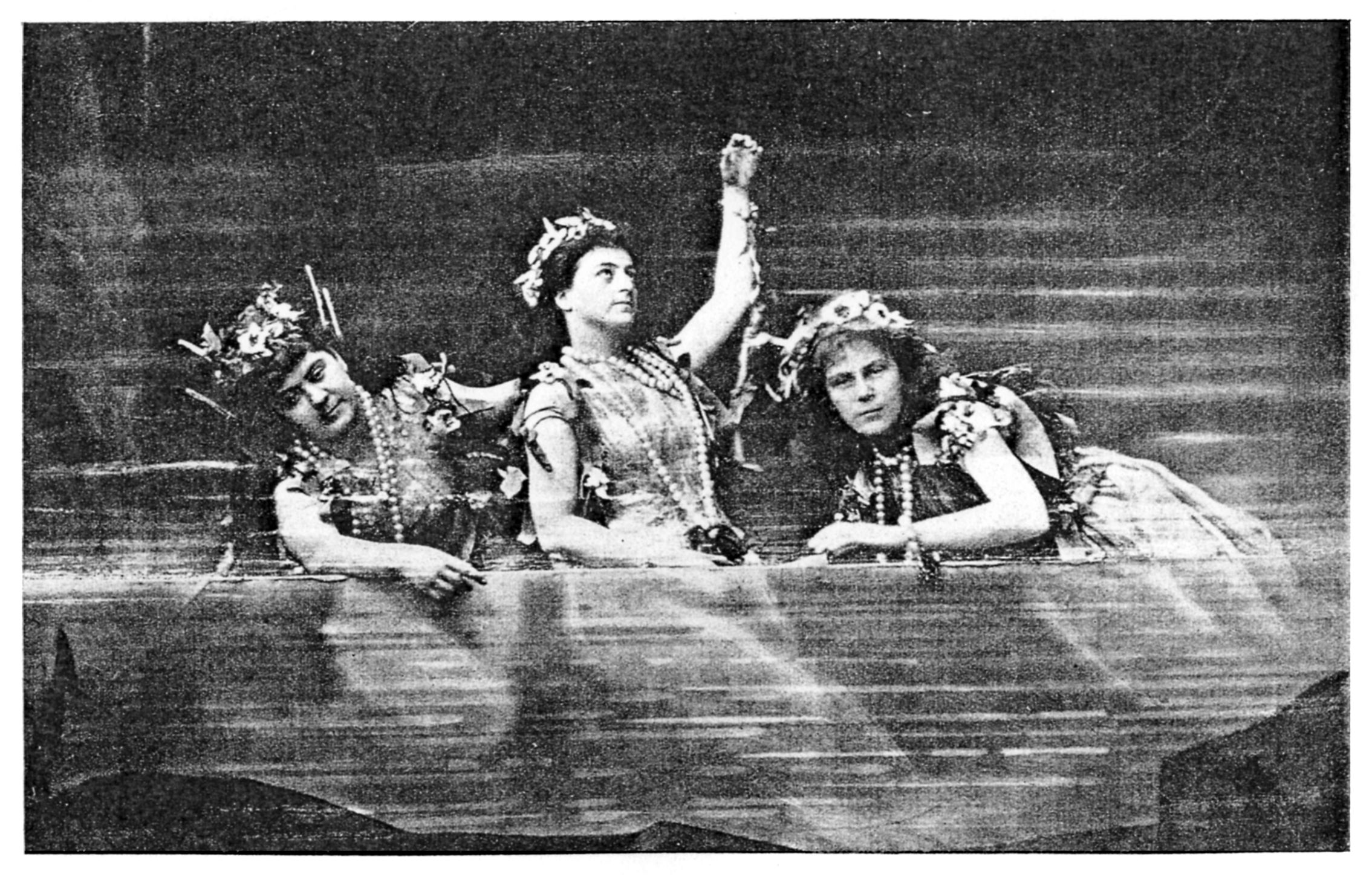
Dcery Rýna, v první inscenaci Zlato Rýna v Bayreuthu, 1876. Minna Lammert (Floßhilde); Lilli Lehmann (Woglinde); Marie Lehmann (Wellgunde)

V roce 1876, když byl postaven Bayreuth Festspielhaus, zahájil Wagner první hudební slavnosti v Bayreuthu vlastní produkcí kompletního cyklu Prsten Nibelungův, představením Zlato Rýna dne 13. srpna. Této události předcházely měsíce příprav, ve kterých byl Wagner vysoce angažován. Podle svědků byl „režisér, producent, učitel, dirigent, zpěvák, herec, inspicient, kulisák a nápověda". Hledal v Evropě nejlepší orchestrální hráče, a vybral nové obsazení zpěváků. Z mnichovského obsazení zůstal jediný Heinrich Vogl (Loge). Richter, sesazený jako dirigent v Mnichově, dostal taktovku v Bayreuthu. Premiéra 13. srpna byla velkou mezinárodní událostí, zúčastnilo se jí významné publikum, například německý císař Vilém I. Pruský, král Ludvík II. Bavorský, císař Petr II. Brazilský a četní zástupci různých evropských královských domů. Král Ludvík nebyl ochotný čelit kontaktu se svými kolegy, králi nebo se shromážděným davem, zúčastnil se tedy zkoušek oděvů inkognito, a Bayreuth opustil před zahajovací nocí. Přítomná byla také většina předních evropských skladatelů, včetně Čajkovského, Gounoda, Brucknera, Griega, Saint-Saënsa a Wagnerova tchána, Franze Liszta, spolu s velkým sborem hudebních kritiků a operních manažerů. Obrovský příliv návštěvníků překonal možnosti skromného města a způsobil značné nepohodlí některým z nejvýznamnějších hostů. Čajkovskij později popsal svůj pobyt v Bayreuthu jako „boj o existenci". Přes pečlivou přípravu bylo první Bayreuthské představení Zlata Rýna přerušeno několika nedostatky. Některé změny scény nebyly správné. V jednu chvíli bylo pozadí předčasně zvednuto a odhalilo množství kulisáků a jevištní strojní zařízení. Ve 4. scéně Betz, jako Wotan, někam založil prsten a musel ho jít hledat do zákulisí, plynové osvětlení opakovaně selhávalo a halilo sál do tmy. Některé inovace však fungovaly dobře - kolové stroje používané dcerami Rýna pro simulaci plavání byly úspěšné. Kvalita zpěvu potěšila i Wagnera, který byl jinak zoufalý a odmítal se předvést divákům, přestože jej vyvolávali. Technické nedostatky pak byly během festivalu odstraněny.

### Další představení
Po festivalu 1876 nebylo Zlato Rýna v Bayreuthu hráno 20 let, než Cosima tento cyklus o prstenu znovu oživila pro festival 1896. Mezitím se operní domy po celé Evropě snažily o vlastní produkci.
První z nich byla Vídeňská státní opera, která Zlato Rýna představila 24. ledna 1878. V dubnu 1878 byla premiéra v Lipsku, v rámci prvního provedení cyklu Prsten Nibelungův mimo Bayreuth. Londýn následoval v květnu 1882, kdy byla hrána celá tetralogie v divadle Jejího Veličenstva, Haymarket, pod taktovkou Antona Seidla. V letech následujících po londýnské premiéře bylo Zlato Rýna uvedeno v mnoha evropských metropolích. V Praze ve Stavovském divadle 19. prosince 1885 s mladým dirigentem Gustavem Mahlerem. V Budapešti dne 26. ledna 1889 rovněž s Gustavem Mahlerem. Představení muselo být krátce přerušeno, když se rozezněl požár a řada diváků z divadla uprchla. Americká premiéra Zlata Rýna se konala v New York Metropolitan Opera 4. ledna 1889, jako jediná opera se Seidlovým vedením. Kostýmy byly vytvořené podle originálu Carl Emil Doepler z Bayreuthu a scéna byla dovezena z Německa. Podle kritiků New York Times, „byly scéna, kostýmy a efekty navrženy a provedeny s velkým uměním a měly obdivuhodný výsledek." Zlato Rýna, buď osamoceně nebo jako součást cyklu Prsten Nibelungův, se pak dostalo do mezinárodního operního repertoáru. Petrohrad (1889), Paříž (1901), Buenos Aires (1910), Melbourne (1913), Rio de Janeiro (1921) a další významná města.
Od roku 1896 bylo Zlato Rýna hráno pravidelně, ačkoliv ne každoročně, na Bayreuthském festivalu, jako součást Prstenu. Až do druhé světové války měla uměleckou kontrolu Cosima (od 1896–1907), pak její syn Siegfried (1908–1930) a dále Siegfriedova vdova Winifred (1931–1943). Představení se příliš neodchylovala od inscenace, kterou vytvořil Wagner pro premiéru 1876. Až na několik výjimek se tento všeobecně konzervativní a úctyhodný přístup rozšířil na všechny Wagnerovy opery, i mimo Bayreuth.

### „Nový Bayreuth" a experimentování
Bayreuthský festival, pozastavený po druhé světové válce, pokračoval v roce 1951 pod vedením Wielanda Wagnera, Siegfriedova syna, který představil svůj první cyklus Prstenu ve stylu „Nový Bayreuth". Byl to protiklad všeho, co bylo v Bayreuthu viděno dříve, protože scenérie, kostýmy a tradiční gesta byly opuštěny a nahrazeny holým jevištěm, se světelnými efekty, které znamenaly změnu scény nebo nálady. Tento „Nový Bayreuth" celosvětově dominoval většině představení Zlata Rýna a Prstenu až do sedmdesátých let (1970), kdy reakce na jeho bezútěšnou úspornost vyvolala řadu nových přístupů. Sté výročí prstenu roku 1976 režíroval Patrice Chéreau a byl to významný mezník v historii Wagnerových inscenací: „Chéreauova demytologizace tetralogie znamenala anti-hrdinský pohled na dílo. Jeho přenesení do industrializované společnosti spolu s kostýmy a rekvizitami z 20. století naznačovalo kontinuitu mezi časem Wagnera a naším současným". Mnoho prvků z tohoto představení bylo velmi kontroverzních. Úvod ukazoval obrovskou přehradu hydroelektrárny, kde bylo uložené zlato, hlídané dcerami Rýna, zobrazenými podle Spottových slov, jak „tři smyslné coury” a „způsobil šok, ze kterého se nikdo úplně nezotavil." Podle kritika The Observer „jsem na divadle nezažil tak rozzuřený protest jako ten, který způsobil Das Rheingold." Nakonec však byla tato situace překonána a konečné provedení produkce v roce 1980 bylo přijato s ovacemi, které trvaly devadesát minut.

### Po roce 1980
Po stoletém Prstenu následovaly četné originální interpretace v Bayreuthu a jinde v pozdních 20. a na počátku 21. století. Festival v roce 1988 byl zahájen ponurou inscenací Zlata Rýna od Harryho Kupfera, ve které Wotan a další bohové vystupovali jako gangsteři v mafiánských slunečních brýlích. Tento celý prsten, říká Spotts, byl „podobenstvím o tom, jak moc umí podvádět, lhát, tyranizovat, terorizovat a zabíjet, aby si získala to, co chce" Od pozdních osmdesátých let 20. století vzrůstal odpor proti stále bizarnějším výkladům cyklu. To vedlo k několika novým produkcím, které se nesly v tradičnějším duchu. Inscenace Otto Schenka, uvedená roku 1987 v New Yorku byla popisována jako „kouzelně staromódní,” a jako „úleva pro mnoho lidí, stále napadaných Wagneristů“.James Morris, který v inscenaci 1987 zpíval Wotana, a James Levine, původní dirigent, se oba v roce 2009 vrátili zpět do Met, když tam Schenk přivedl cyklus Prsten Nibelungův na konečné představení.

### České země
- Stavovské divadlo Praha: 19. prosince 1885, premiéra

- Nové německé divadlo, Praha: Sezóny: 1912/1913, 1919/1920, 1922/1923, 1932/1933, 1935/1936.

- Národní divadlo, Praha.
  - Od 19.03.1915 do 28.10.1915 (7×).
  - Od 17.04.2005 do 16.05.2005 (3×). Koprodukce s Deutsche Oper am Rhein, Düsseldorf-Duisburg.

- Smetanovo divadlo, Praha: Od 27.11.1975 do 05.11.1983 (39×).

- Fórum Karlín, Praha: 23.5.2019 a 26.5.2019 koncertní provedení orchestru Státní opery

- Národní divadlo moravskoslezské, Ostrava: Premiéra 16.12.1989 v divadle Zdeňka Nejedlého.

## Vybrané nahrávky
| Rok  | Obsazení (Alberich, Wotan, Fricka, Loge, Freia, Fasolt, Fafner, Donner, Froh, Erda, Mime) | Dirigent Orchestr                                              | Hudební vydavatelství Katalog # Mono/Stereo, Live/Studio |
| ---- | --- | -------------------------------------------------------------- | -------------------------------------------------------- |
| 1937 | Eduard Habich, Friedrich Schorr, Karin Branzell, René Maison, Dorothee Manski, Norman Cordon, Emanuel List, Julius Huehn, Hans Clemens, Doris Doe, Karl Laufkötter                                | Arthur Bodanzky Metropolitní opera                             | 2 CD: Naxos 8.110047-48 Mono Live                        |
| 1949 | Adolf Vogel, Ferdinand Frantz, Elisabeth Höngen, Julius Pölzer, Ilona Steingruber, Marjan Rus, Herbert Alsen, Alfred Poell, Willy Friedrich, Rosette Anday, William Wernigk                       | Rudolf Moralt Die Wiener Symphoniker                           | CD: Myto Cat: 2MCD 962.144 Mono Studio                   |
| 1952 | Gustav Neidlinger, Hermann Uhde, Ira Malaniuk, Erich Witte, Inge Borkh, Ludwig Weber, Josef Greindl, Werner Faulhaber, Wolfgang Windgassen, Melanie Bugarinovic, Paul Kuën                        | Joseph Keilberth Hudební slavnosti v Bayreuthu                 | CD: Arlecchino Cat: ARL-29-30 Mono Live                  |
| 1953 | Gustav Neidlinger, Ferdinand Frantz, Ira Malaniuk, Wolfgang Windgassen, Elisabeth Grümmer, Josef Greindl, Gottlob Frick, Alfred Poell, Lorenz Fehenberger, Rut Siewert, Julius Patzak             | Wilhelm Furtwängler Orchestra Sinfonica e Coro della RAI (Rom) | CD: EMI Cat: CZS 7 67124 2 Mono Live                     |
| 1953 | Gustav Neidlinger, Ferdinand Frantz, Ira Malaniuk, Erich Witte, Bruni Falcon, Ludwig Weber, Josef Greindl, Hermann Uhde, Gerhard Stolze, Erika Zimmermann, Paul Kuën                              | Clemens Krauss Hudební slavnosti v Bayreuthu                   | CD: Gala 100.519 Mono Live                               |
| 1955 | Gustav Neidlinger, Hans Hotter, Rudolf Lustig, Ludwig Weber | Joseph Keilberth Hudební slavnosti v Bayreuthu                 | CD: Testament 100.519 Stereo Live                        |
| 1956 | Gre Brouwenstijn, Hans Hotter, Gustav Neidlinger, Ludwig Suthaus, Jean Madeira, Georgine von Milinkovic                                                                                           | Hans Knappertsbusch Hudební slavnosti v Bayreuthu              | CD: Import 100.519 Stereo Live                           |
| 1958 | Gustav Neidlinger, George London, Kirsten Flagstad, Set Svanholm, Claire Watson, Walter Kreppel, Kurt Böhme, Eberhard Waechter, Waldemar Kmentt, Jean Madeira, Paul Kuën                          | Georg Solti Wiener Philharmoniker                              | CD: Decca Cat: 455 556-2 Stereo Studio                   |
| 1966 | Gustav Neidlinger, Theo Adam, Annelies Burmeister, Wolfgang Windgassen, Anja Silja, Martti Talvela, Kurt Böhme, Gerd Nienstedt, Hermin Esser, Věra Soukupová, Erwin Wohlfahrt                     | Karl Böhm Hudební slavnosti v Bayreuthu                        | CD: Philips Cat: 412 475-2 Stereo Live                   |
| 1967 | Zoltán Kelemen, Dietrich Fischer-Dieskau, Josephine Veasey, Gerhard Stolze, Simone Mangelsdorff, Martti Talvela, Karl Ridderbusch, Robert Kerns], Donald Grobe, Oralia Domínguez, Erwin Wohlfahrt | Herbert von Karajan Berliner Philharmoniker                    | CD: Deutsche Grammophon Cat: 457 781-2 Stereo Studio     |
| 1980 | Hermann Becht, Donald McIntyre, Hanna Schwarz, Heinz Zednik, Carmen Reppel, Matti Salminen, Fritz Hübner, Martin Egel, Siegfried Jerusalem, Ortrun Wenkel, Helmut Pampuch                         | Pierre Boulez Hudební slavnosti v Bayreuthu                    | CD: Philips Cat: 434 422-2 Stereo Studio                 |
| 1988 | Ekkehard Wlaschiha, James Morris, Christa Ludwig, Siegfried Jerusalem, Mari Anne Häggander, Jan-Hendrik Rootering, Siegfried Lorenz, Mark Baker, Birgitta Svendén, Heinz Zednik                   | James Levine Metropolitní opera                                | CD: Deutsche Grammophon Cat: 445 295-2 Stereo Studio     |
| 1989 | Theo Adam, James Morris, Marjana Lipovšek, Heinz Zednik, Eva Johansson, Hans Tschammer, Kurt Rydl, Andreas Schmidt, Peter Seiffert, Jadwiga Rappé, Peter Haage                                    | Bernard Haitink Symfonický orchestr Bavorského rozhlasu        | CD: EMI Cat: CDS 7 498532 Stereo Studio                  |

Další nahrávky i DVD jsou na bontonland.cz